# Alice Glass
Margaret Osborn (Toronto, 25 de agosto de 1988), mais conhecida pelo seu nome artístico Alice Glass, é uma cantora e compositora canadense. Ela foi membro do grupo musical Crystal Castles até 2014, e desde então segue na música em carreira solo.

## Carreira
Alice Glass nasceu em 25 de agosto de 1988, em Toronto. Aos 14 anos, fugiu para viver em uma comunidade punk. Uma semana depois que ela fez 15 anos, ela foi aprovada por Ethan Kath para participar do grupo de witch house Crystal Castles, ele viu ela tocar em sua banda de noise e punk rock, Fetus Fatale, no Q-Bar. Ethan ficou impressionado por sua performance, afirmando que ele tinha encontrado o ingrediente que faltava na sua música. Mais tarde Ethan deu a ela seu CD com 60 músicas instrumentais de quais ela escreveu vocais para 5. Quando foram fazer a gravação em estúdio, gravaram secretamente. E disso saiu o CD com 6 faixas, sendo a sexta faixa o primeiro single da banda, "Alice Practice", dando início a banda, que com o passar dos anos lançaram mais 3 álbuns de estúdios intitulados de Crystal Castles I, II e III.
Em 2014, Alice deixou a banda Crystal Castles devido a abusos que sofreu de Ethan Kath enquanto os dois compunham o duo.
Em 2015 Alice lançou sua primeira faixa solo, intitulada "Stillbirth", marcando o início de sua carreira. Em 2017 lançou o single "Without Love" seguido do seu primeiro EP com seu próprio nome, nele contém as faixas: Forgiveness, White Lies, Blood Oath, Natural Selection, The Altar e a própria Without Love.
A partir daí Glass começou a lançar mais músicas e fazer parcerias, tais como com Pabllo Vittar, Alice Longyu Gao, Dorian Electra, Wicca Phase Springs Eternal, dentre outras.
Glass lançou seu primeiro álbum de estúdio intitulado PREY//IV no dia 16 de Fevereiro de 2022 através de sua gravadora própria Eating Glass Records, o álbum recebeu boas notas da crítica especializada, abrindo com 76 no Metacritic e recebendo grandes elogios de revistas como NME e DIY. 
Em 21 de setembro de 2022 a cantora lançou o single "Lips Apart" enquanto estava em turnê norte-americana. Em 8 de novembro de 2023 ela fez um show solo no Brasil, no Madame Underground Club em São Paulo.

## Discografia

### Álbums de estúdio
| Título   | Detalhes |
| -------- | --- |
| Prey//IV | - Lançamento: 16 de fevereiro de 2022 - Gravadora: Eating Glass Records - Formatos: CD, USB, digital download |

### Extended plays
| Título      | Detalhes                                                                                        |
| ----------- | ----------------------------------------------------------------------------------------------- |
| Alice Glass | - Lançamento: 18 de agosto de 2017 - Gravadora: Loma Vista - Formatos: LP, CD, download digital |

### Remixes
| Título                | Detalhes                                                                                   |
| --------------------- | ------------------------------------------------------------------------------------------ |
| Alice Glass (Remixes) | - Lançamento: 27 de abril de 2018 - Gravadora: Loma Vista - Formatos: LP, download digital |

### Singles
| Título               | Ano  | Álbum                     |
| -------------------- | ---- | ------------------------- |
| "Stillbirth"         | 2015 | Não faz parte de um álbum |
| "Without Love"       | 2017 | Alice Glass               |
| "Forgiveness"        | 2018 | Alice Glass               |
| "Cease and Desist"   | 2018 | Não faz parte de um álbum |
| "Mine"               | 2018 | Não faz parte de um álbum |
| "Suffer and Swallow" | 2021 | Prey//IV                  |
| "Baby Teeth"         | 2021 | Prey//IV                  |
| "Fair Game"          | 2021 | Prey//IV                  |
| "Love Is Violence"   | 2022 | Prey//IV                  |
| "Lips Apart"         | 2022 | Não faz parte de um álbum |
| "Catch and Release"  | 2025 | Não faz parte de um álbum |

### Participações
| Título                   | Ano  | Artista                                | Álbum                                            |
| ------------------------ | ---- | -------------------------------------- | ------------------------------------------------ |
| "Youth Problem"          | 2018 | Dreamcrusher                           | Grudge2                                          |
| "Dark Alley"             | 2018 | Lil Zubin, Wicca Phase Springs Eternal | Heavy Down Pour                                  |
| "I Trusted You"          | 2018 | —                                      | Adult Swim x Fever Dreams                        |
| "Eat Me Alive Interlude" | 2019 | Nedarb                                 | Amity                                            |
| "Sleep It Off"           | 2020 | —                                      | The Turning (Original Motion Picture Soundtrack) |
| "Nightmares"             | 2020 | —                                      | Sermon 4 Anniversary                             |
| "Rajadão" (Remix)        | 2020 | Pabllo Vittar                          | 111 (Deluxe)                                     |
| "Legend"                 | 2021 | Alice Longyu Gao                       | Não faz parte de um álbum                        |
| "Iron Fist" (Remix)      | 2021 | Dorian Electra, Faris Badwan           | My Agenda (Deluxe)                               |
| "Chastity"               | 2023 | Pussy Riot, Boys Noize                 | Não faz parte de um álbum                        |

### Videoclipes
| Ano  | Título               | Diretores                     |
| ---- | -------------------- | ----------------------------- |
| 2017 | "Without Love"       | Floria Sigismondi             |
| 2018 | "Forgiveness"        | Lindsey Nico Mann             |
| 2018 | "Cease and Desist"   | Lindsey Nico Mann, Dan Streit |
| 2018 | "Mine"               | Lucas David                   |
| 2018 | "I Trusted You"      | Lindsey Nico Mann             |
| 2020 | "Sleep It Off"       | Lindsey Nico Mann             |
| 2020 | "Nightmares"         | Lucas David                   |
| 2021 | "Suffer and Swallow" | Lucas David                   |
| 2021 | "Legend"             | Olivia Aquilina               |
| 2021 | "Baby Teeth"         | Astra Zero e Lucas David      |
| 2021 | "Fair Game"          | Bryan M. Ferguson             |
| 2022 | "Love Is Violence"   | Bryan M. Ferguson             |
| 2022 | "Everybody Else"     | Astra Zero                    |
| 2025 | "Catch and Release"  | Yulia Shur                    |